# Novîi Bilous, Cernihiv
Novîi Bilous (în ucraineană Новий Білоус) este localitatea de reședință a comunei Novîi Bilous din raionul Cernihiv, regiunea Cernihiv, Ucraina.

## Demografie
Componența lingvistică a localității Novîi Bilous
     Ucraineană (94,48%)
     Rusă (4,38%)
     Alte limbi (0,86%)
Conform recensământului din 2001, majoritatea populației localității Novîi Bilous era vorbitoare de ucraineană (94,48%), existând în minoritate și vorbitori de rusă (4,38%).